# マシュー・ブリーズ
マシュー・クリストファー・ブリーズ（Matthew Christopher Breeze, 1972年6月10日 - ）はオーストラリア出身のサッカー審判員である。

## 概要
1991年に審判員の資格を取得、2001年にFIFAのライセンスを取得し国際審判員として活動している。
副業は法廷弁護士。以前は準検察官を務めていた。
主にAリーグで審判を務める他、AFCチャンピオンズリーグやAFCアジアカップにおいても主審を務めている。2009年にはAリーグの優勝決定戦であるグランドファイナルの主審を務めた。FIFAワールドカップで主審を務めたことはないものの、2005年大会、2009年大会と二大会連続でFIFAコンフェデレーションズカップの主審を務めた 他、2008年にはOFC外唯一の審判としてOFCネイションズカップ2008で主審を務めた。また、2009年にはFIFAクラブワールドカップ2009でも主審を務めている。

## 担当した主な国際大会

### FIFAコンフェデレーションズカップ
- 2005
  - グループリーグ:  日本 vs  メキシコ
  - 3位決定戦:  ドイツ vs  メキシコ
- 2009
  - グループリーグ:  スペイン vs  イラク
  - 3位決定戦:  スペイン vs  南アフリカ共和国

### AFCアジアカップ
- 2007
  - グループB:  日本 vs  カタール
  - グループB:  ベトナム vs  日本
  - 準決勝:  日本 vs  サウジアラビア

### OFCネイションズカップ
- 2002
  - 1回戦:  パプアニューギニア vs  ソロモン諸島
  - 1回戦:  タヒチ vs  ソロモン諸島
  - 準決勝:  ニュージーランド vs  バヌアツ
- 2004
  - 2006FIFAワールドカップオセアニア予選1次予選:  パプアニューギニア vs  バヌアツ
  - 2006FIFAワールドカップオセアニア予選1次予選:  サモア vs  バヌアツ
  - 2006FIFAワールドカップオセアニア予選1次予選:  フィジー vs  バヌアツ
- 2008
  - 決勝リーグ:  ニューカレドニア vs フィジー